# Непереносимость лактозы
Непереносимость лактозы (или гиполактазия) — термин для описания патологических состояний, вызванных снижением уровня лактазы — фермента, необходимого для правильного переваривания лактозы, дисахарида, содержащегося в молочных продуктах.

## История

### Возникновение переносимости лактозы
Сохранение переносимости лактозы во взрослом возрасте появилось с распространением гена толерантности к лактозе. Анализ ДНК 10 останков жителей Центральной и Восточной Европы, умерших в период 4000—1800 гг. до н. э., показал, что переносимость лактозы тогда ещё не была обычна. Популяции в это время уже занимались разведением животных, дающих молоко, но потребляли его преимущественно в ферментированной форме — в виде творога и сыров, которые бедны лактозой. Мутации, оставляющие ген лактазы активным во взрослом возрасте, у жителей Восточной Африки отличны от таковых у жителей Европы. В Африке три разные мутации, позволяющие переносить лактозу, появились между 4800 и 700 гг. до н. э. Хорошая переносимость молочного сахара дала носителям этого гена преимущества в борьбе за выживание и позволила широко распространиться.
Активное распространение переносимости лактозы в Евразии, вероятно, связано с экспансией носителей ямной культуры и культуры шнуровой керамики, у которых нужный ген встречался уже часто. Переносимость лактозы была важным демографическим преимуществом, позволившим индоевропейской семье языков распространиться столь широко.

### Географические и этнические особенности
| Популяция                                                   | Выборка | Процент непереносимости | Частота аллеля непереносимости |
| ----------------------------------------------------------- | ------- | ----------------------- | ------------------------------ |
| Голландцы                                                   | н/д     | 1 %                     | н/д                            |
| Шведы                                                       | н/д     | 2 %                     | 0,14                           |
| Австралийцы европейского происхождения                      | 160     | 4 %                     | 0,20                           |
| Жители Северной Европы                                      | н/д     | 5 %                     | н/д                            |
| Датчане                                                     | н/д     | 5 %                     | н/д                            |
| Британцы                                                    | н/д     | 5−15 %                  | н/д                            |
| Швейцарцы                                                   | н/д     | 10 %                    | 0,316                          |
| Американцы европейского происхождения                       | 245     | 12 %                    | 0,346                          |
| Туареги                                                     | н/д     | 13 %                    | н/д                            |
| Немцы                                                       | н/д     | 16 %                    | н/д                            |
| Австрийцы                                                   | н/д     | 15−20 %                 | н/д                            |
| Восточные славяне                                           | н/д     | 16−18 %                 | н/д                            |
| Северные французы                                           | н/д     | 17 %                    | н/д                            |
| Финны                                                       | 134     | 18 %                    | 0,424                          |
| Центральные итальянцы                                       | 65      | 19 %                    | н/д                            |
| Индийцы (дети)                                              | н/д     | 20 %                    | н/д                            |
| Африканцы (Тутси)                                           | н/д     | 20 %                    | 0,447                          |
| Африканцы (Фулани)                                          | н/д     | 23 %                    | 0,48                           |
| Бедуины                                                     | н/д     | 25 %                    | н/д                            |
| Северные индийцы                                            | н/д     | 27 %                    | н/д                            |
| Афроамериканцы (дети)                                       | н/д     | 45 %                    | н/д                            |
| Индийцы (взрослые)                                          | 150     | 50 %                    | н/д                            |
| Южные итальянцы                                             | 51      | 41 %                    | н/д                            |
| Саами (в России и Финляндии)                                | н/д     | 25−60 %                 | н/д                            |
| Северные итальянцы                                          | 89      | 52 %                    | н/д                            |
| Жители Северной Америки испанского происхождения            | н/д     | 53 %                    | н/д                            |
| Жители Балкан                                               | н/д     | 55 %                    | н/д                            |
| Мексиканцы США (мужчины)                                    | н/д     | 55 %                    | н/д                            |
| Жители Крита                                                | н/д     | 56 %                    | н/д                            |
| Африканцы (Масаи)                                           | 21      | 62 %                    | н/д                            |
| Южные французы                                              | н/д     | 67 %                    | н/д                            |
| Греки-киприоты                                              | н/д     | 66 %                    | н/д                            |
| Американские евреи                                          | н/д     | 68,8 %                  | н/д                            |
| Южные индийцы                                               | н/д     | 70 %                    | н/д                            |
| Сицилийцы                                                   | 100     | 71 %                    | н/д                            |
| Южные американцы                                            | н/д     | 65−75 %                 | н/д                            |
| Коренные мексиканцы                                         | н/д     | 73,8 %                  | н/д                            |
| Американцы африканского происхождения                       | 20      | 75 %                    | 0,87                           |
| Казахи северо-запада Синьцзян-Уйгурского автономного района | 195     | 76,4 %                  |                                |
| Ливийцы                                                     | 75      | 78 %                    | н/д                            |
| Жители Средней Азии                                         | н/д     | 80 %                    | н/д                            |
| Эскимосы Аляски                                             | н/д     | 80 %                    | н/д                            |
| Аборигены Австралии                                         | 44      | 85 %                    | 0,922                          |
| Жители Внутренней Монголии                                  | 198     | 87,9 %                  |                                |
| Африканцы (Банту)                                           | 59      | 89 %                    | 0,943                          |
| Жители США азиатского происхождения                         | н/д     | 90 %                    | н/д                            |
| Северо-восточные китайцы                                    | 248     | 92,3 %                  |                                |
| Китайцы                                                     | 71      | 93 %                    | 0,964                          |
| Жители Юго-Восточной Азии                                   | н/д     | 98 %                    | н/д                            |
| Тайцы                                                       | 134     | 98 %                    | 0,99                           |
| Индейцы США                                                 | 24      | 100 %                   | 1,00                           |

Непереносимость лактозы также увеличивается с возрастом. В возрасте 2−3 лет, 6 лет и 9−10 лет частота непереносимости лактозы составляет соответственно:
- 6−15 % для белых американцев и жителей Северной Европы;
- 18 %, 30 % и 47 % для мексиканцев США;
- 25 %, 45 % и 60 % для южно-африканских негров;
- приблизительно 30 %, 80 % и 85 % для китайцев[источник не указан 4856 дней];
- 30−55 %, 90 % и > 90 % для метисов из Перу[21][22].Частота проявления непереносимости лактозы в зависимости от региона

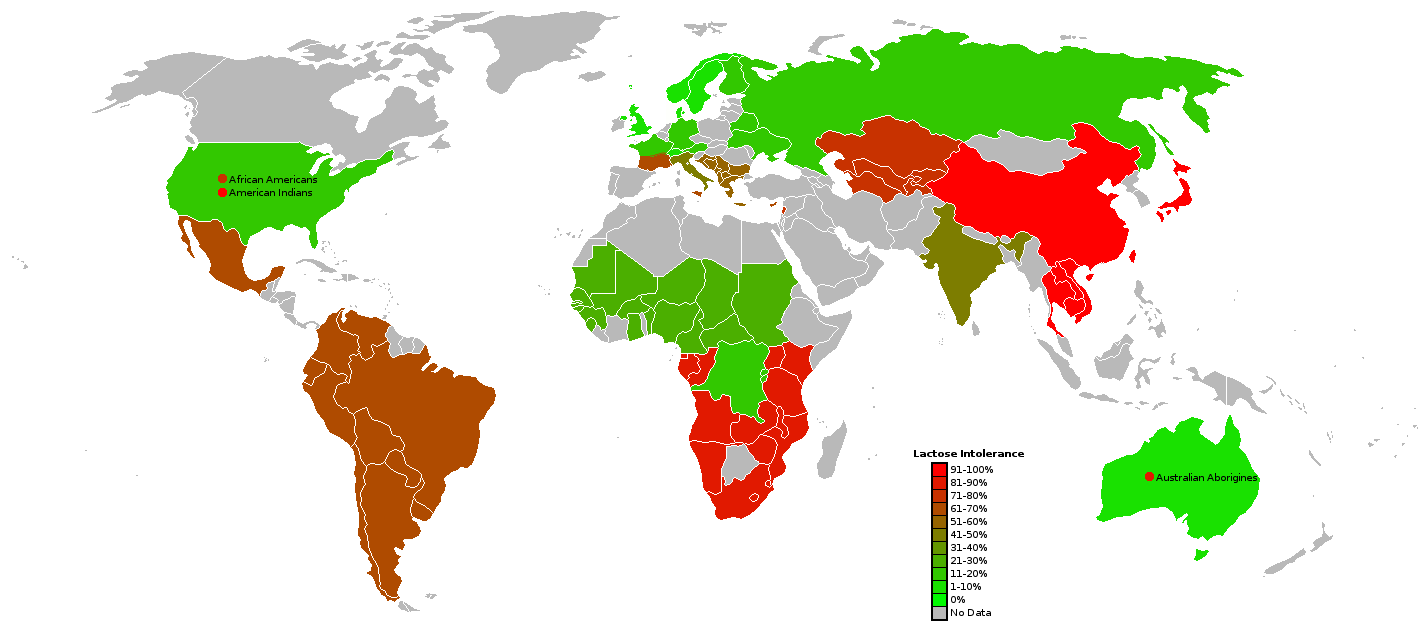
Частота проявления непереносимости лактозы в зависимости от региона

Китайцы, как правило, на 80−90 % теряют способность переваривать лактозу к 3−4 годам. С другой стороны, 81 % взрослых японцев способны переваривать до 200 мл молока без симптомов отравления.
У 50-80% евреев-ашкенази непереносимость лактозы.
У жителей Северной Европы, у которых выявлена непереносимость лактозы, она обычно развивается после 20 лет. Распространённость лактазной недостаточности в России варьируется в зависимости от региона. Некоторые исследования подтверждают, что, в частности, на Севере предрасположенность к непереносимости лактозы могут иметь до 35 % жителей.

### Лактазный дефицит типа Лапп
Одно из первых широко известных исследований непереносимости лактозы проводилось на популяции Лапландии, саами, и обнаруженный в нём дефицит лактазы получил англоязычное название «Lapp lactase deficiency». На другие языки этот термин часто ошибочно переводят как «тип Лапп». Однако, более поздние исследования показали, что дефицит лактазы присущ и другим популяциям. В настоящее время термин «Lapp lactase deficiency» признан некорректным и устаревшим, а типизация дефицита лактазы выполняется по другому критерию.

Процент взрослого населения, усваивающего лактозу

## Симптомы
Симптомы непереносимости лактозы, по данным Е. С. Груздевой и Н. В. Борисова, определяются избыточным ростом и усилением жизнедеятельности микрофлоры кишечника, усваивающей лактозу, а также осмотическим эффектом непереваренной лактозы в кишечнике (задержка воды в каловых массах). Основные симптомы непереносимости лактозы: метеоризм (также вздутие живота), боли в животе, диарея, реже рвота. У детей непереносимость лактозы может проявляться хроническими запорами, беспокойством и плачем после еды. Симптомы непереносимости лактозы всегда связаны с употреблением в пищу продуктов, содержащих лактозу.

## Причины
Непереносимость лактозы является следствием дефицита лактазы, которая может быть обусловлена генетической предрасположенностью или влиянием факторов среды. В любом случае, симптомы вызваны недостаточным уровнем лактазы в слизистой оболочке двенадцатиперстной кишки. Лактоза как дисахарид не может непосредственно всасываться через стенку тонкой кишки в кровь, и при отсутствии лактазы молекулы этого сахара проходят без ферментативного расщепления в толстый кишечник. Бактерии в толстой кишке могут метаболизировать лактозу и выделяют при этом смесь газов (водорода, углекислого газа и метана), что приводит к различным кишечным расстройствам. Непоглощенные сахар и продукты ферментации также увеличивают осмотическое давление, что приводит к притоку воды в полость кишечника и, как следствие, к диарее.
Лактаза кодируется геном LCT, находящимся на длинном плече хромосомы 2 в 21-м районе (локус 2q21). Прилежащий к нему ген MCM6 содержит регуляторный элемент, который контролирует изменение экспрессии LCT в зависимости от возраста. Известно по крайней мере четыре различных мутации в регуляторном элементе MCM6, которые обеспечивают синтез лактазы, и следовательно способность усваивать лактозу, в течение всей жизни.
Анализ ДНК 83 древних скелетов из разных археологических местностей в Европе позволил определить, что мутации, приводящие к усвоению молочного сахара во взрослом возрасте, появились около 2300 г. до н. э. и распространились по всей европейской популяции.
Различные аллели лактозной переносимости независимо появлялись по крайней мере три раза в восточно-африканских популяциях с уровнем распространённости от 26 % в Танзании до 88 % в скотоводческих популяциях в Судане.

## Диагностика
Установить у себя непереносимость каждый пациент может сам с помощью характерных симптомов (см. раздел «Симптомы»). Если при уменьшении потребления молочных продуктов симптомы проходят, но возвращаются, когда пациент опять употребляет молочные продукты, то, скорее всего, дело в непереносимости лактозы.
Существует также специальные врачебные методы диагностики. Например, пациент принимает 50 граммов лактозы, после чего измеряется содержание водорода в воздухе, выдыхаемом им. Нересорбированная тонкой кишкой лактоза попадает в толстую кишку, где она перерабатывается бактериями. При этом образуется водород, который выдыхается через лёгкие. Если количество водорода в воздухе, выдыхаемом пациентом, поднимается до уровня выше 20 ppm, а сахар (глюкоза) в крови поднимается меньше чем на 20 мг/дл (1 ммоль/л), то ставится диагноз непереносимости лактозы.

## Питание при гиполактазии
Для людей с непереносимостью лактозы существует несколько вариантов питания: некоторые из них в состоянии переносить продукты, прошедшие процесс молочнокислого брожения, например сыр, кефир, творог и йогурт, так как в них молочный сахар бактериями переводится в молочную кислоту. Те, у которых непереносимость развита слишком сильно, могут употреблять специальные молочные продукты, содержащие весьма небольшое количество лактозы, которое переносится даже ими, например, безлактозное молоко. Изучается переносимость молока группы бета-казеина А1/А2. Кроме того, существует возможность принимать фермент лактазу в виде таблеток вместе с молочными продуктами. Таким образом, лактоза расщепляется искусственно введённым в организм ферментом. Непереносимость лактозы нельзя путать с аллергией на молочный белок, казеин.
Вместе с тем тот факт, что люди с непереносимостью лактозы, как правило, безо всяких осложнений употребляют мороженое и сладкое сгущённое молоко, стал причиной исследований природы данной дисфункции. Лактоза, как и любой ди- или олигосахарид (в данном случае, состоящий из остатков галактозы и глюкозы) может расщепляться не только лактазой (β-галактозидазой), атакующей галактозную группу, но и α-глюкозидазой, атакующей остаток глюкозы. Проблема состоит в том, что для выделения α-глюкозидазы продукт должен ощущаться организмом как сладкий, в то время, как сладость лактозы в 4−5 раз уступает глюкозе и в 6−7 раз — сахарозе (у детей, с их повышенной остротой ощущений, данная проблема не стоит так остро, чем, в основном, и объясняется относительно меньшее число страдающих данным расстройством). Клинические эксперименты показали, что добавка сахарозы в молочный продукт в количестве 1,0−5,0 % от массы продукта повышает переносимость лактозы до 48−96 % от численности экспериментальной группы в зависимости от её среднего возраста и весовой доли добавленной сахарозы.
Все вышесказанное относится только к тем молочным продуктам, которые подвергались термической обработке, и не были употреблены в пищу в первые часы после нагревания выше 40 градусов цельсия. Люди, страдающие от непереносимости лактозы, могут употреблять сырое молоко или термически обработанное молоко в первые часы после нагревания/кипячения сырого молока. Это связано с тем, что во всех сырых продуктах (в том числе в молоке) содержатся ферменты для его самопереваривания (индуцированный аутолиз), которые при нагреве начинают разрушаться. То есть если употребить такое молоко или творог вскоре после первого нагревания, проблем с его перевариванием не возникнет.